# Subdivisions de l'Indonésie

Carte des provinces d'Indonésie.

Les subdivisions de l'Indonésie constituent le découpage de l'administration territoriale de ce pays d'Asie du Sud-Est. Ces subdivisions sont organisées en quatre niveaux :
- 1er niveau : la province (provinsi en indonésien) ;
- 2e niveau : le kabupaten (appelée localement sagoe dans la province d'Aceh, disposant d'une autonomie spéciale) et la kota ;
- 3e niveau : le kecamatan ou le mukim (uniquement dans la province d'Aceh) ;
- 4e niveau : le kelurahan et le desa, cette division étant appelée gampong à Aceh, nagari chez les Minangkabaus à Sumatra occidental et kampung en Papouasie et Papouasie occidentale.

Auxquels il faut ajouter 2 niveaux supplémentaires qui ne sont pas directement sous l'autorité administrative mais participent pleinement aux services des citoyens:
- 5e niveau : le rukun warga (RW) ;
- 6e niveau : le rukun tetangga (RT).

## Subdivisions actuelles

### Province
Depuis 2004, l'Indonésie est découpée en 34 provinces. Elles sont dirigées par un gouverneur et sont découpées en kabupaten.
Sur ces 34 provinces, quatre ont un statut spécial :
- Aceh, située à l'extrémité nord de Sumatra, a une certaine autonomie avec ses propres drapeau et hymne à la suite d'un accord de paix signé en 2005 entre le gouvernement indonésien et les séparatistes. Une loi antérieure a institué l'application de la charia pour les musulmans dans la province.
- la Papouasie et la Papouasie occidentale, formant la partie indonésienne de la Nouvelle-Guinée, possèdent une certaine autonomie avec leurs propres drapeaux et hymnes à la suite d'accords signés entre le gouvernement indonésien et le mouvement séparatiste papou.
- le territoire spécial de Yogyakarta, situé dans le centre de Java, est un ancien sultanat dont le gouverneur n'est pas élu car la fonction est dévolue au sultan tandis que celle du vice-gouverneur revient au prince.
- Jakarta, situé dans l'ouest de Java, qui constitue le territoire spécial de la capitale.

### Kabupaten et kota

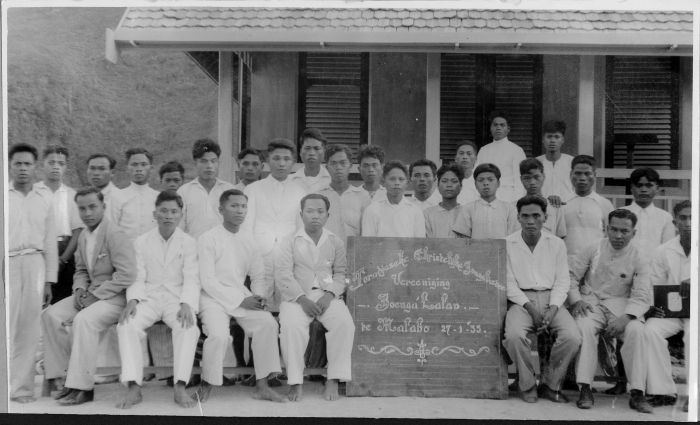
Mission chrétienne au Kabupaten de Tana Toraja, époque coloniale néerlandaise.
Crédit photo : Tropenmuseum.

### Rukun Tetangga
Le Rukun Tetangga (signifiant littéralement entente du voisinage) est la plus petite division administrative constituée d'un ensemble de 20 à 30 foyers au sein d'un quartier. Le chef, Bapak RT, est un homme élu par l'assemblée des habitants pour une durée de 3 ans. Outre l'organisation de tâches bénévoles collectives et la médiation avec le kelurahan, il est chargé de plusieurs tâches administratives de base (par exemple le remplissage de formulaires permettant la demande d'un certificat de domiciliation, le compte-rendu régulier des activités collectives ou la déclaration des visiteurs hébergés), activités non rémunérées qu'il exécute en dehors de son travail propre.

### Mukin
Le mukim est une division territoriale qui existe uniquement à Aceh.

## Administration
Les provinces, les kabupaten et les kota sont administrés par une assemblée locale, le conseil représentatif du peuple régional (id), en indonésien Dewan Perwakilan Rakyat Daerah ou DPRD, qui sont représentés par un gouverneur (gubernur) dans le cas des provinces, les préfets (bupati) dans le cas des kabupaten et les maires (wali kota) dans le cas des kota. Au total, il y a 33 gouverneurs, 370 préfets et 95 maires de kota. Ces dirigeants locaux sont élus au suffrage direct pour un mandat de cinq ans depuis la loi no 32 de 2004 alors qu'ils étaient élus par les DPRD auparavant.
Les kabupaten possèdent une certaine autonomie administrative et économique depuis la loi no 22 de 1999.

## Histoire

### Indes orientales néerlandaises
Un certain nombre des divisions territoriales sont un héritage de l'administration coloniale des Indes orientales néerlandaises, telle qu'appliquée à Java. Cette administration s'appuyait sur une structure traditionnelle.
Jusqu'en 1903, les Indes néerlandaises étaient divisées en gewesten (régions administratives), à leur tour subdivisées en regentschappen.
Avec la Decentralisatie Besluit ("décision de décentralisation") de 1905, les regentschappen se voient accorder des prérogatives d'autonomie, avec un "conseil de région".
À Java, l'unité de base de cette structure était le village. Durant la période coloniale, les villages étaient regroupés et placés sous la supervision d'un camat à la tête d'un kecamatan. Plusieurs kecamatan était à leur tour placés sous la responsabilité d'un wedana (poste aujourd'hui remplacé par celui d'asisten bupati ou assistant du préfet, sans responsabilité territoriale), qui dirigeait un kawedanan. Enfin, plusieurs kawedanan étaient placés sous la supervision d'un bupati, qu'on pourrait traduire par comte au sens du haut Moyen Âge européen.
Les kabupaten javanais étaient souvent des unités territoriales constituées sous les rois de Mataram. L'administration coloniale avait repris les kabupaten. Le terme néerlandais pour bupati était regent (qu'il ne faut surtout pas traduire par "régent", mais plutôt par "seigneur") et pour kabupaten, regentschap.
Le bupati était la plus haute fonction tenue par un indigène dans l'administration coloniale. Il était traditionnellement choisi parmi les familles de la noblesse de robe javanaise, les priyayi. Le poste n'était donc pas héréditaire, mais certains kabupaten ont de manière presque continue été tenu par des générations successives d'une même famille. Le cas le plus connu est celui des Wiranatakoesoema, dont le premier avait créé le kabupaten de Bandung à la fin du XVIIIe siècle. Jusqu'à l'indépendance en 1945, le bupati de Bandung était un Wiranatakoesoema, mises à part quelques exceptions au début du XXe siècle.
Au XIXe siècle, les Hollandais avaient regroupé les kabupaten en gewesten ou provinces administrées par un résident ou gouverneur. Auparavant, au XVIIIe siècle à l'époque de la VOC (Compagnie néerlandaise des Indes orientales, le terme de resident désignait un représentant de la compagnie auprès des princes javanais.
Les gewesten avaient par la suite été rebaptisées residenties. Elles seront supprimées par le gouvernement indonésien dans les années 1950. La fonction de resident a survécu sous la forme d'un pembantu gubernur ou assistant du gouverneur.
Au fur et à mesure qu'ils prenaient le contrôle des différents états princiers dans les autres îles au cours du XIXe siècle, les Hollandais les transformaient en zelfbestuuren ("auto-gouvernements") à l'autonomie limitée. Ces zelfbestuuren étaient également regroupés en gewesten.

### Occupation japonaise
Pendant l'occupation japonaise de l'Indonésie, une loi promulguée en 1942 divise Java, à l'exception des "Etats princiers" (c'est-à-dire Surakarta et Yogyakarta) successivement en shuu (les anciennes residenties hollandaises), shi (villes), ken (préfectures), gun (districts), son (sous-districts) et ku (villages).

### République d'Indonésie
Avec l'indépendance, l'article 18 de la Constitution précise que l'Indonésie sera subdivisée en provinces, elles-mêmes subdivisées en circonscriptions plus petites. En 1948, le gouvernement promulgue une loi indiquant que la république d'Indonésie sera subdivisée selon 3 niveaux, à savoir : la province, le kabupaten et le desa.
Le gouvernement indonésien reprend les regentschapen et les rebaptise kabupaten, qu'elles soient situées à Java ou dans les autres îles. À Java, les residenties sont regroupées en propinsi (provinces). En dehors de Java, elles sont directement transformées en provinces.
Cette règle n'est pas absolue. Par exemple, la province de Sumatra du Nord résulte de la fusion de deux residenties, celle de l'Oost Kust ("côte orientale") de Sumatra, qui correspondait aux territoires des sultanats de Deli et Serdang, et celle de Tapanuli, qui correspondait au pays batak. Dans ce dernier, les territoires des six anciennes "tribus" : Angkola, Dairi ou Pak-Pak, Karo, Mandailing, Simalungun et Toba, ont été transformés en kabupaten.